# Kazimiera Czechowska
Kazimiera Czechowska (ur. 7 października 1927 w Werbkowicach, zm. 10 września 2017 w Czerninie) – polska działaczka ruchu ludowego, polityk, posłanka na Sejm PRL VII i VIII kadencji.

## Życiorys
Uzyskała wykształcenie zasadnicze zawodowe. Z zawodu była rolniczką. Od 1948 uczestniczka prac koła Związku Młodzieży Wiejskiej RP „Wici”. Od 1969 działaczka kółka rolniczego, Koła Gospodyń Wiejskich i Związku Producentów Trzody Chlewnej. W 1972 wstąpiła do Zjednoczonego Stronnictwa Ludowego, gdzie była zastępcą członka Naczelnego Komitetu ZSL, członkinią prezydium Wojewódzkiego Komitetu ZSL, członkinią Rady Spółdzielni Kółek Rolniczych, a także przewodniczącą KGW. W 1976 uzyskała mandat posłanki na Sejm PRL VII kadencji w okręgu Koszalin, a także była starościną Centralnych Dożynek w Koszalinie. W Sejmie zasiadła w Komisji Pracy i Spraw Socjalnych oraz w Komisji Rolnictwa i Przemysłu Spożywczego. W 1980 uzyskała reelekcję w tym samym okręgu. Zasiadała w Komisji Pracy i Spraw Socjalnych, Komisji Skarg i Wniosków oraz w Komisji Polityki Społecznej, Zdrowia i Kultury Fizycznej.
Odznaczona Krzyżem Kawalerskim Orderu Odrodzenia Polski, Srebrnym Krzyżem Zasługi oraz odznaką „Za zasługi dla rozwoju Ziemi Koszalińskiej”.
Pochowana 16 września 2017 w zachodniopomorskim Czerninie.